# 정골요법
정골요법(osteopathy)은 미국 의학계의 한 분야인 정골의학(osteopathic medicine)과 달리 신체의 근육조직과 뼈에 대한 물리적인 조작을 강조하는 유사과학적 대체의학 체계이다. 대부분의 국가에서 정골의학 의사는 의학적인 훈련을 받지 않았으며 정골요법사(osteopath)라고 불린다.
정골요법은 근육조직과 뼈를 물리적으로 제자리에 넣는 일을 강조하는 대체의학의 일종이다. 정골의학 수행자는 정골의사 또는 접골사(osteopath)로 부른다. 이 학문의 영어 명칭 오스테오파시(osteopathy)는 고대 그리스어 "뼈"를 의미하는 ὀστέον, "어딘가에 반응하는/어딘가에 민감한"을 의미하는 -πάθεια에서 비롯된 것이다.

## 역사
정골의학은 19세기 미국의 의사 앤드루 테일러 스틸에 의해 만들어졌다.

## 규제 및 법적 지위

### 대한민국
한국에서도 1962년까지는 침사, 구사(뜸을 놓는 사람), 접골사 자격증이 따로 있었다.
1962년 국민의료법이 의료법으로 개정되면서, 폐지되기 전 자격을 받은 접골사, 침사, 구사 등(의료유사업자)는 시술을 허용했다.
1973년 의료유사업자령이 폐지되면서, 접골사 자격증이 폐지되었다.
남영동 대공분실에서 국가보안법 위반 용의자를 고문할 때, 접골사가 관절을 떼었다 붙였다 하면서 고문했다.
2016년 3월 19일, 대한도수의학회가 창립되었다. 김용훈 회장은 "일본엔 접골사가 정형외과 의사 수 보다 훨씬 많기 때문에 의사보다 정치적으로 파워가 더 좋다"고 말했다.

### 일본
일본에서는 전통적인 치료방법으로 유도정복술(유도테라피·접골사)가 있는데, 유도정복사가 운영하는 접골원이 급증한 것은 지난 1998년부터다. 일본은 대체진료가 보험 적용이 되는 동시에 대체 진료를 하는 '유도정복사'가 단독 개원이 가능하다.
법적으로는 의료유사행위로 취급되며, 의료행위로 보지 않는다. WHO에서는 대체의학의 일종으로 취급하고 있다.
일본의 국기인 유도 선수들은 운동을 하다가 잘 다치는데, 이런 경우 뼈를 다시 맞춰주는 게 필요하고, 그래서 유도정복술이 생겼다. 1920년 일본 정부가 공식 자격증을 인정했다. 유도정복사 자격증을 취득하기 위해서는 유도 무술 경험이 필수다. 실기시험에 포함된다.
일본 정형외과는 유도정복사라 불리는 접골사로 인해 골머리를 앓고 있다. 약 50,000명 규모인 이들의 연간 의료비는 2010년 기준 4,000억엔에 달한다. 이는 소아과, 피부과, 산부인과, 이비인후과보다도 많다. 유도정복사가 급증한 것은 행정소송에서 승소하면서부터다. 1998년 후쿠오카 시에서 유도정복사가 신청한 요양기관 개설을 거부하자 유도정복사들이 소송을 제기해 승소한 것이다. 그후 10여년간 유도정복사 교육기관은 약 9배로 증가해 현재 9,000여 곳에 달한다. 이들이 의료인은 아니며 타박이나 염좌만 취급할 수 있지만 목이나 허리가 아프거나 관절 질환을 다 보며 병명은 무조건 염좌로 기록된다.

## 같이 보기
- 의과대학
- 의무박사
- 정골 의무 박사(Doctor of Osteopathic Medicine)
- 미국의 정골 의학
- 미국의 MD와 DO 비교
- 시술(intervention)